# Viên Quy
Viên Quy (圓規; tiếng Latinh: Circinus, nghĩa là 'com-pa') là một chòm sao nhỏ, mờ trên bầu trời bán cầu nam được nhà thiên văn học người Pháp Nicolas-Louis de Lacaille đề xuất lần đầu tiên vào năm 1756. Sao sáng nhất trong chòm sao Viên Quy là Alpha Circini, với cấp sao biểu kiến là 3,19. Đây là một sao hơi biến quang và là sao Ap biến động nhanh (rapidly oscillating Ap star) sáng nhất trên bầu trời đêm. AX Circini là một sao biến quang Cepheid có thể quan sát bằng mắt thường; BX Circini là một ngôi sao mờ được cho là hình thành từ sự hợp nhất của hai sao lùn trắng. Trong Viên Quy có hai sao giống Mặt Trời đã xác nhận là được hành tinh quay quanh: hai hành tinh cỡ nhỏ quay quanh HD 134060 và một hành tinh giống Sao Mộc quay quanh HD 129445. Một siêu tân tinh đã xuất hiện ở Viên Quy vào năm 185 Công Nguyên (siêu tân tinh SN 185) và được các nhà quan sát Trung Quốc ghi lại. Có hai tân tinh trong chòm sao này được quan sát gần đây hơn vào thế kỷ 20.
Dải nhìn thấy của Ngân Hà đi qua Viên Quy. Trong chòm sao này có một số thiên thể đáng chú ý như cụm sao mở NGC 5823 và tinh vân hành tinh NGC 5315. Thiên hà Viên Quy được phát hiện vào năm 1977, là một thiên hà xoắn ốc và là thiên hà Seyfert gần Ngân Hà nhất. Alpha Circinids (ACI), một trận mưa sao băng cũng được phát hiện vào năm 1977, xuất hiện trong chòm sao này.

## Lịch sử
Năm 1756, trong bản đồ bầu trời bán cầu nam của mình, nhà thiên văn học người Pháp Nicolas-Louis de Lacaille đề xuất chòm sao Viên Quy với tên tiếng Pháp là le Compas, đại diện cho com-pa. Trong bản đồ này, Lacaille đã đề xuất các chòm sao Củ Xích, Viên Quy và Nam Tam Giác. Viên Quy được đổi thành tên Latinh Circinus vào năm 1763, khi Lacaille cập nhật bản đồ bầu trời của mình, trong đó các chòm sao được đổi thành tên Latinh.

## Đặc điểm
Có diện tích 93 độ vuông, Viên Quy là chòm sao có diện tích lớn thứ 85 trong số 88 chòm sao hiện đại, chỉ đứng trước chòm sao Thiên Tiễn, Tiểu Mã và Nam Thập Tự. Viên Quy giáp với các chòm sao Bán Nhân Mã, Thương Dăng, Thiên Yến, Nam Tam Giác, Củ Xích và Sài Lang. Chòm sao này cũng nằm liền kề với Alpha và Beta Centauri.
Vì Viên Quy nằm ở xích vĩ −50° đến −70°, do đó chỉ có thể quan sát được toàn bộ chòm sao này ở vĩ tuyến 30°N. Giới hạn chính thức của Viên Quy, do nhà thiên văn học người Bỉ Eugène Joseph Delporte đưa ra vào năm 1930, được xác định bởi một đa giác 14 cạnh (được minh họa ở hộp thông tin). Trong hệ tọa độ xích đạo, xích kinh của giới hạn này nằm trong khoảng từ 13h 38,4m đến 15h 30,2m, trong khi xích vĩ nằm trong khoảng từ −55,43° đến −70,62°. Viên Quy đạt đỉnh điểm vào lúc 21:00 ngày 30 tháng 7 hàng năm. Liên đoàn Thiên văn Quốc tế thông qua tên viết tắt gồm ba chữ cái của chòm sao này là "Cir" vào năm 1922.

## Thiên thể đáng chú ý

### Sao

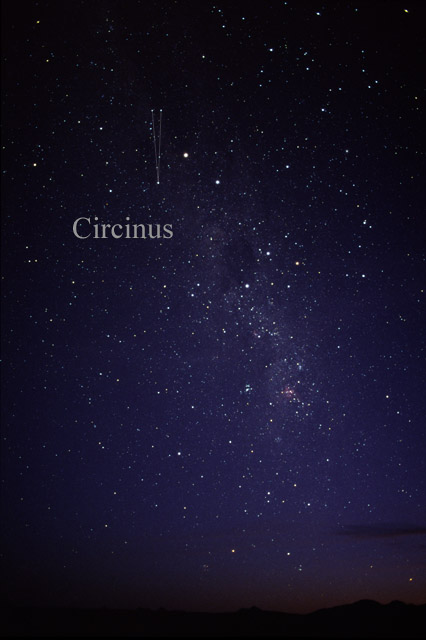
Chòm sao Viên Quy nhìn bằng mắt thường trên bầu trời đêm.

Viên Quy là một chòm sao mờ, với chỉ một ngôi sao có cấp sao nhỏ hơn 4 (cấp sao càng nhỏ thì sao càng sáng và ngược lại).